# Szemző Piroska

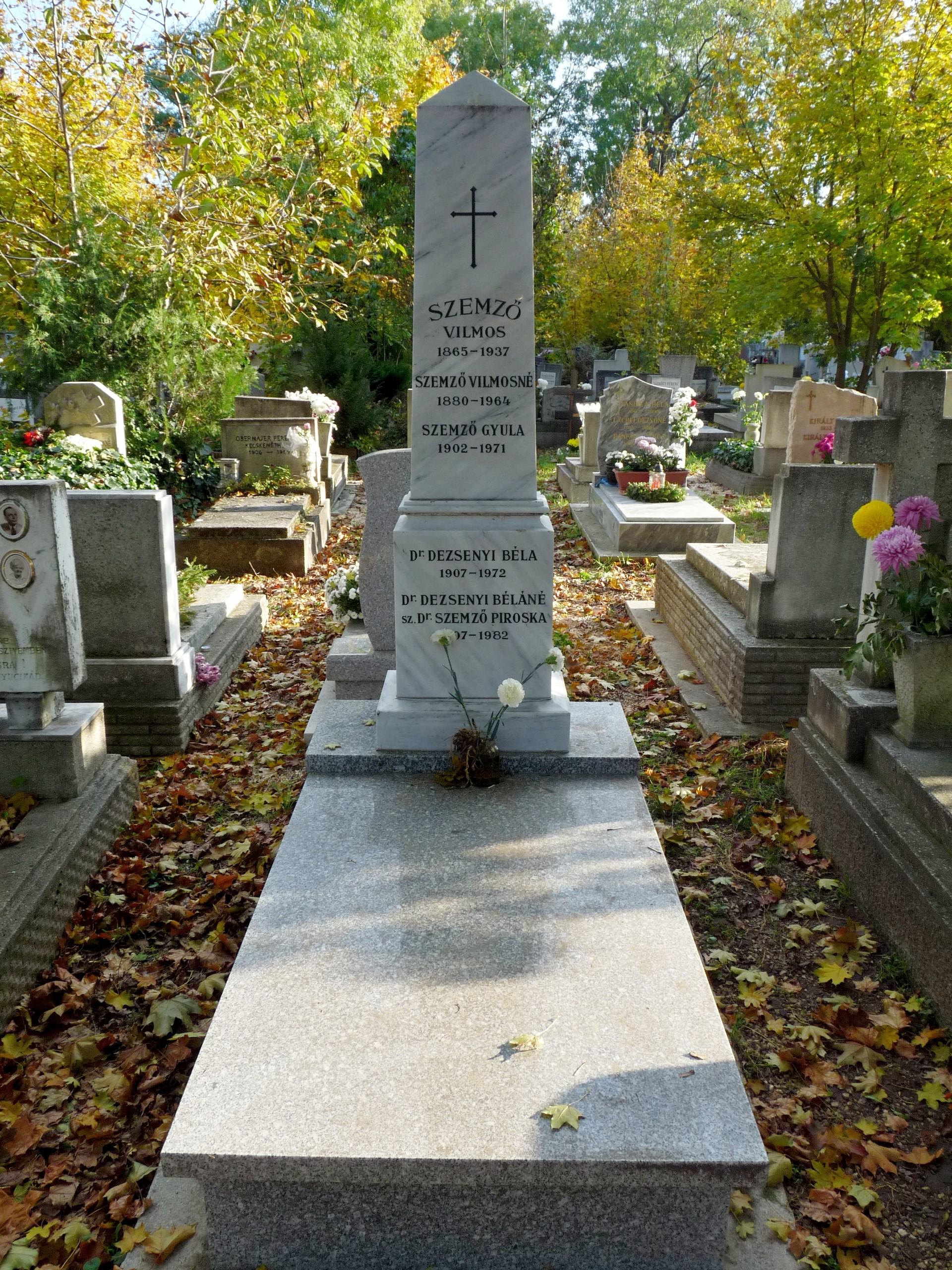
Nyughelye az Óbudai temetőben (39-1-816)

Szemző Piroska, férjezett Dezsényi Béláné (Kismarton, 1907. május 26. – Budapest, 1982. július 22.) irodalom- és művelődéstörténész, könyvtáros, Dezsényi Béla felesége.

## Élete
Szemző (Winkler) Vilmos (1865–1937) polgári iskolai tanár, igazgató és Fürst Fanni (1880–1964) gyermekeként született. 1925-ben a Soproni Magyar Királyi Állami Leánygimnáziumban érettségizett. Tanulmányait a budapesti Pázmány Péter Tudományegyetemen folytatta, ahol 1932-ben bölcsészdoktori oklevelet szerzett. 1934 februárjától 1934 júniusáig a Budapesti Magyar Királyi Állami Erzsébet Nőiskola Leánylíceumban folytatta első féléves tanári gyakorlatát, majd 1934 szeptemberétől 1935. január végéig ugyanitt végezte második félévi gyakorlatát is. A következő évet az Országos Széchényi Könyvtárban töltötte, hogy megkaphassa a könyvtárosi képesítést. 1938-ban a Magyar Nemzeti Múzeum díjtalan gyakornokaként 600 pengő összegű ösztöndíjban részesült. Már az 1930-as évek közepétől kezdve az MNM és az OSZK különböző gyűjteményeiben dolgozott. 1951 és 1954 között a Népkönyvtári Központ csoportvezetője volt, majd 1962-ig ismét az OSZK-ban teljesített szolgálatot. Nyugdíjazása után az Eötvös Loránd Tudományegyetem Irodalomtörténeti Tanszékének tudományos munkatársa volt.
Az Óbudai temetőben nyugszik.

## Főbb művei
- Német írók és pesti kiadók a XIX. században (1812–1878) (Budapest, 1931)
- A „Pester Zeitung”. Egy XIX. századbeli kormánylap története (Budapest, 1941)
- Peter J. N. Geiger és Heckenast Gusztáv könyvillusztrációnk történetében (Budapest, 1942)
- Petőfi Sándor képviselőjelöltségének egykori hazai sajtója (Budapest, 1942)
- Gabriele d'Anninzio és Magyarország (Budapest, 1943)
- A magyar folyóiratillusztráció kezdetei 1705–1805 (Budapest, 1954)
- Arany János napjai (Képzelt napló, Budapest, 1957)
- Heckenast Gusztáv, a zenei kiadó (Magyar Könyvszemle, 1961)
- Kiadástörténet és irodalomtörténet (Magyar Könyvszemle, 1966)
- Heckenast és Vajda szerepe Jókai „A Hon” című lapjának megindulásában (Magyar Könyvszemle, 1969)

## Származása
| Szemző Piroska (Kismarton, 1907. máj. 26.– Budapest, 1982. júl. 22.) művelődéstörténész | Apja: Szemző Vilmos (1897-ig Winkler) (Kernyája, 1865– Budapest, 1937. máj. 31.) tanár, iskolaigazgató | Apai nagyapja: Winkler István                                                    | Apai nagyapai dédapja: n. a.                     |
| Szemző Piroska (Kismarton, 1907. máj. 26.– Budapest, 1982. júl. 22.) művelődéstörténész | Apja: Szemző Vilmos (1897-ig Winkler) (Kernyája, 1865– Budapest, 1937. máj. 31.) tanár, iskolaigazgató | Apai nagyapja: Winkler István                                                    | Apai nagyapai dédanyja: n. a.                    |
| Szemző Piroska (Kismarton, 1907. máj. 26.– Budapest, 1982. júl. 22.) művelődéstörténész | Apja: Szemző Vilmos (1897-ig Winkler) (Kernyája, 1865– Budapest, 1937. máj. 31.) tanár, iskolaigazgató | Apai nagyanyja: Gaynor Anna                                                      | Apai nagyanyai dédapja: n. a.                    |
| Szemző Piroska (Kismarton, 1907. máj. 26.– Budapest, 1982. júl. 22.) művelődéstörténész | Apja: Szemző Vilmos (1897-ig Winkler) (Kernyája, 1865– Budapest, 1937. máj. 31.) tanár, iskolaigazgató | Apai nagyanyja: Gaynor Anna                                                      | Apai nagyanyai dédanyja: n. a.                   |
| Szemző Piroska (Kismarton, 1907. máj. 26.– Budapest, 1982. júl. 22.) művelődéstörténész | Anyja: Fürst Fanni (Pilisvörösvár, 1880. máj. 9.– Budapest, 1964. jún. 1.)                             | Anyai nagyapja: Fürst Dávid (kb. 1853– Budapest, 1930. márc. 21.) kávés, magánzó | Anyai nagyapai dédapja: Fürst Sámuel kereskedő   |
| Szemző Piroska (Kismarton, 1907. máj. 26.– Budapest, 1982. júl. 22.) művelődéstörténész | Anyja: Fürst Fanni (Pilisvörösvár, 1880. máj. 9.– Budapest, 1964. jún. 1.)                             | Anyai nagyapja: Fürst Dávid (kb. 1853– Budapest, 1930. márc. 21.) kávés, magánzó | Anyai nagyapai dédanyja: Balog Pepi              |
| Szemző Piroska (Kismarton, 1907. máj. 26.– Budapest, 1982. júl. 22.) művelődéstörténész | Anyja: Fürst Fanni (Pilisvörösvár, 1880. máj. 9.– Budapest, 1964. jún. 1.)                             | Anyai nagyanyja: Hermann Berta (kb. 1854– Budapest, 1945. febr. 21.)             | Anyai nagyanyai dédapja: Hermann Bernát          |
| Szemző Piroska (Kismarton, 1907. máj. 26.– Budapest, 1982. júl. 22.) művelődéstörténész | Anyja: Fürst Fanni (Pilisvörösvár, 1880. máj. 9.– Budapest, 1964. jún. 1.)                             | Anyai nagyanyja: Hermann Berta (kb. 1854– Budapest, 1945. febr. 21.)             | Anyai nagyanyai dédanyja: Mahler Sarolta (Lotti) |